# Moules-frites

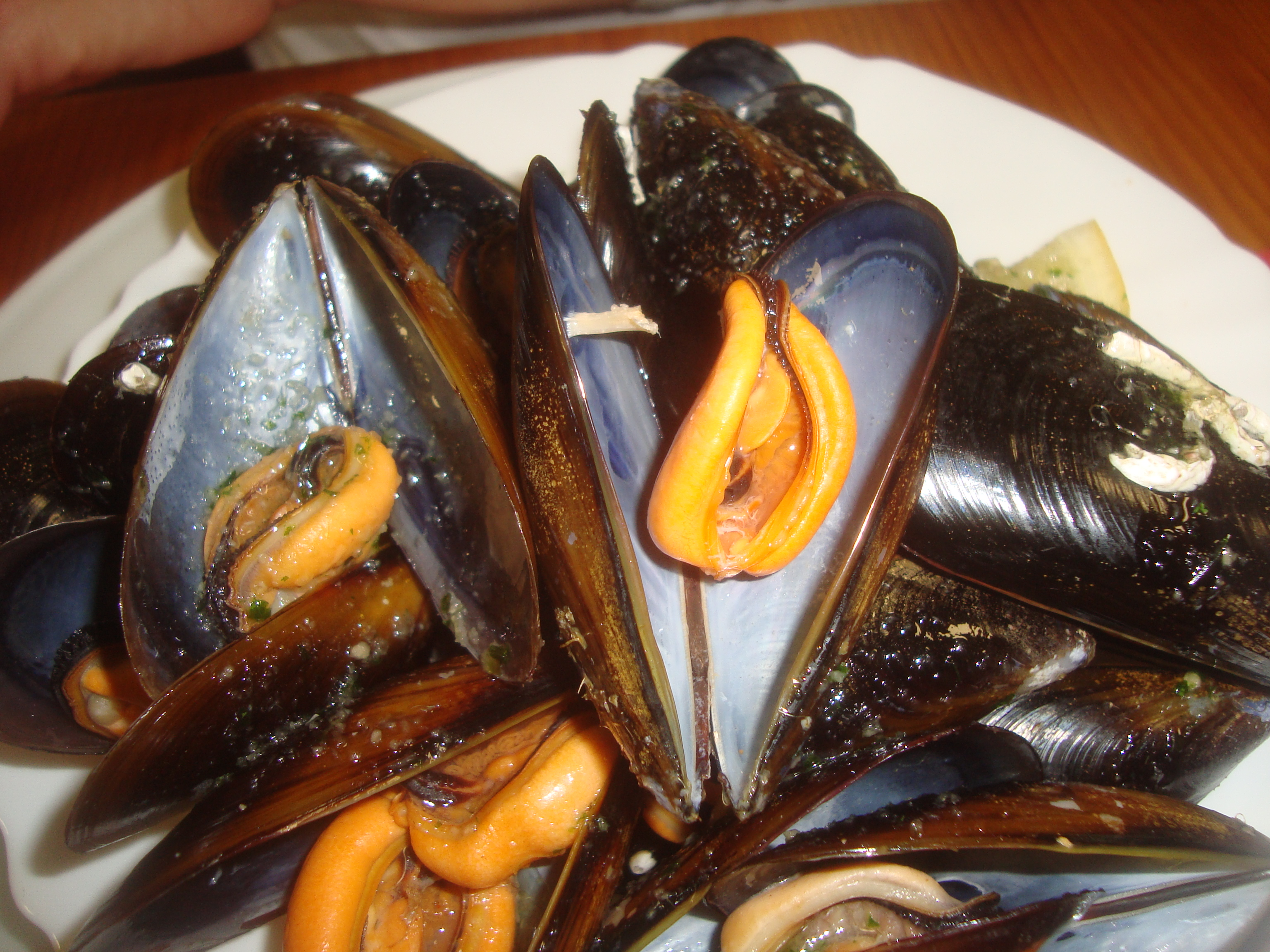
Mejillones cocidos al vapor.

Los moules-frites (literalmente ‘mejillones-[patatas] fritas’) o moules et frites (‘mejillones y [patatas] fritas’) son un plato muy popular en Bélgica y el norte de Francia, si bien en la actualidad se consume en la totalidad de ambos países. Es un plato simple compuesto por mejillones cocidos al vapor con una guarnición de patatas fritas. Se acompañan tradicionalmente con cerveza. Aunque es un plato “simple” en origen, las variaciones pueden ser muy sofisticadas.

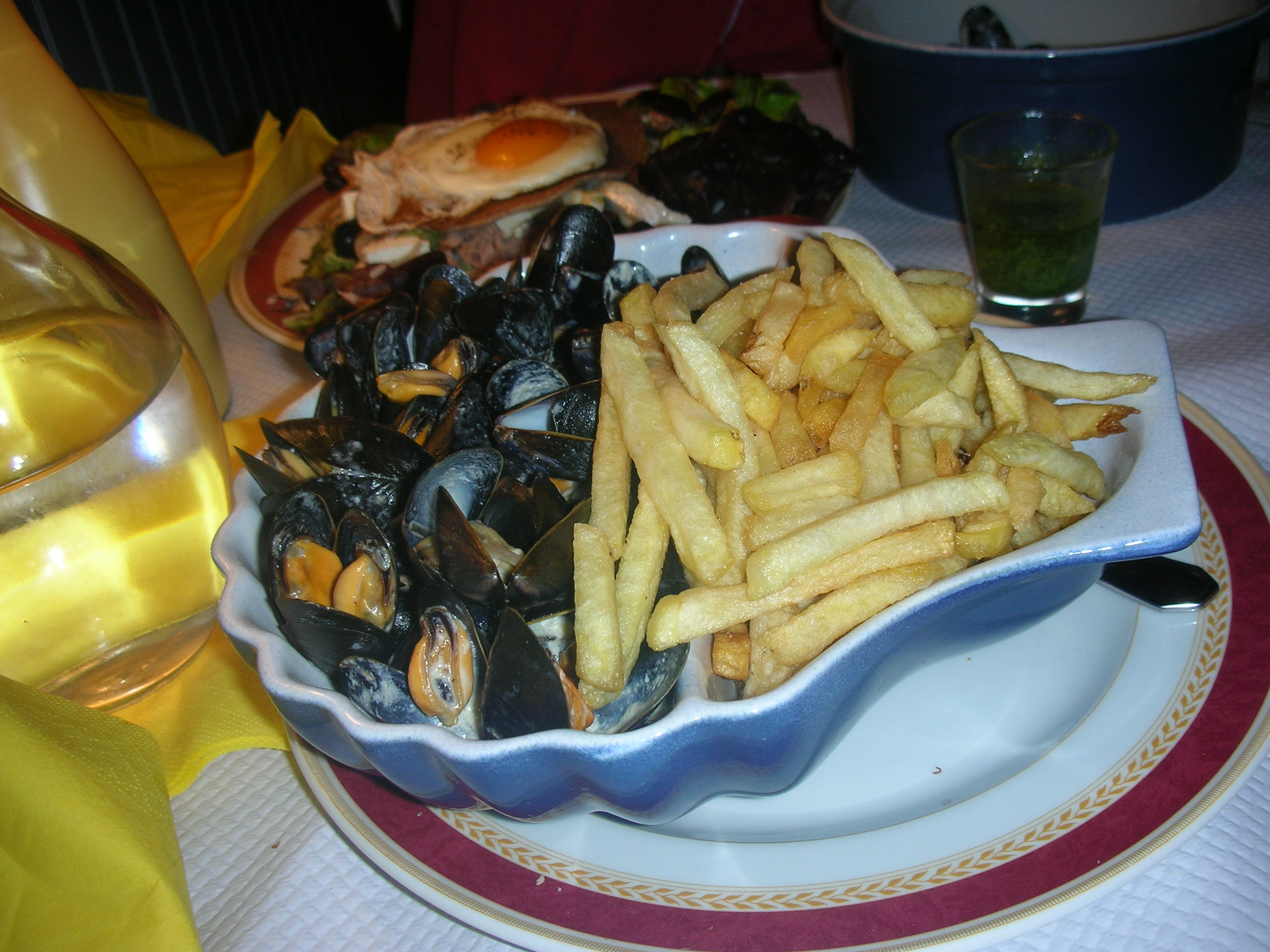
Un plato de moules-frites en Francia.

La ración de mejillones servida típicamente en los restaurantes belgas es generalmente de un kilo y medio por persona (con valvas); y se sirve a cada comensal en el recipiente de cocción.
Es también un plato típico de la feria anual de antigüedades y objetos de segunda mano de Lille, la braderie de Lille, y de las brasseries parisinas.